# (9744) Nielsen
(9744) Nielsen est un astéroïde de la ceinture principale.

## Description
(9744) Nielsen est un astéroïde de la ceinture principale. Il fut découvert le 9 mai 1988 à l'Observatoire Palomar par Carolyn S. Shoemaker et Eugene M. Shoemaker. Il présente une orbite caractérisée par un demi-grand axe de 2,61 UA, une excentricité de 0,30 et une inclinaison de 13,6° par rapport à l'écliptique.

## Compléments